# ヘイト・クルー・デスロール
『ヘイト・クルー・デスロール』（Hate Crew Deathroll）は、フィンランドのメロディックデスメタルバンド、チルドレン・オブ・ボドムが2003年に発表した4作目のスタジオ・アルバム。

## 背景
2002年当時、チルドレン・オブ・ボドムは様々なレーベルからオファーを受けていたが、最終的にはスパインファーム・レコードと再契約した。なお、スパインファームは同年のうちにユニバーサルミュージックの傘下に入り、それに伴って日本発売元はトイズファクトリーからユニバーサルミュージックに変更した。
バンドの中心人物アレキシ・ライホは、本作のための作業が終了するとシナジーのツアーに参加しているが、2002年10月にはライホがシナジーを脱退したという誤報が飛び交った。
「ニードルド 24/7」はミュージック・ビデオも作られた。アレキシ・ライホは、シングル曲の「ユー・アー・ベター・オフ・デッド」ではなくこの曲を選んだ理由について「既にシングルとしてリリースされているし、俺達は別の曲をビデオとしてリリースしたかったからじゃないかな。それに"Needled 24/7"は、俺達の音楽性をよく表した曲だから、ビデオにするのに適していると思う」と語っている。
日本盤ボーナス・トラックのうち「サイレント・スクリーム」は、スレイヤーがアルバム『サウス・オブ・ヘヴン』（1988年）で発表した曲のカヴァー。また、「サムバディ・プット・サムシング・イン・マイ・ドリンク」はラモーンズのカヴァーで、フィンランドでは2002年に9月にシングル「ユー・アー・ベター・オフ・デッド」のカップリング曲として発表されていた。

## 反響・評価
バンドの母国フィンランドでは、先行シングル「ユー・アー・ベター・オフ・デッド」が2週連続で1位となり、自身4度目のシングル・チャート1位獲得を果たす。そして、本作も2週連続で1位を獲得し、自身初のアルバム・チャート1位獲得作品となった。
John Serbaはオールミュージックにおいて5点満点中4点を付け「メタルの常套手段に対する、ライホの面白く茶目っ気のあるアプローチによって、『ヘイト・クルー・デスロール』は疑いなくバンドの最も熟達した、最も均衡の取れた、そして最も楽しめるアルバムになっている」と評している。また、『ギター・ワールド』誌の企画「Need for Speed: The 50 Fastest Guitarists All Time」では、本作に収録された「ニードルド 24/7」がアレキシ・ライホの代表曲として挙げられている。

## 収録曲
特記なき楽曲はアレキシ・ライホ作。
1. ニードルド 24/7 - Needled 24/7 - 4:09
エンディングの台詞は映画プラトーンからサンプリングされたもの。
2. シックスパウンダー - Sixpounder - 3:24
3. チョークホールド（コックド・アンド・ローデッド） - Chokehold (Cocked 'n' Loaded) - 4:12
  - 作詞：ヘンカ・ブラックスミス、アレキシ・ライホ、アレクザンダー・クオファラ／作曲：アレキシ・ライホ
4. ボドム・ビーチ・テラー - Bodom Beach Terror - 4:35
エンディングから続くエンジェルス・ドント・キルのイントロにかけて使われている台詞は映画アメリカン・サイコからサンプリングされたもの。
5. エンジェルス・ドント・キル - Angels Don't Kill - 5:13
6. トリプル・コープス・ハンマーブロウ - Triple Corpse Hammerblow - 4:06
7. ユー・アー・ベター・オフ・デッド - You're Better Off Dead! - 4:01
8. リル・ブラッドレッド・ライディン・フッド - Lil' Bloodred Ridin' Hood - 3:24
  - 作詞：アレキシ・ライホ／作曲：アレキシ・ライホ、アレクザンダー・クオファラ
9. ヘイト・クルー・デスロール - Hate Crew Deathroll - 3:33

### 日本盤ボーナス・トラック
1. サイレント・スクリーム - Silent Scream - 6:30
  - 作詞：トム・アラヤ／作曲：ジェフ・ハンネマン、ケリー・キング

曲は3分15秒で終わる。（残りの部分は無音。）
2. サムバディ・プット・サムシング・イン・マイ・ドリンク - Somebody Put Something in My Drink - 3:18
  - 作詞・作曲：リッチー・ラモーン

## 他メディアでの使用例
「ニードルド 24/7」は2005年のドキュメンタリー映画『メタル ヘッドバンガーズ・ジャーニー』のサウンドトラックで使用され、同作のサウンドトラック・アルバムにも収録された。また、「エンジェルス・ドント・キル」は2009年発売のコンピュータゲーム『Brütal Legend』のサウンドトラックで使用された。

## 参加ミュージシャン
- アレキシ・ライホ - ボーカル、リードギター
- アレクザンダー・クオファラ - リズムギター
- ヤンネ・ウィルマン - キーボード
- ヘンカ・ブラックスミス - ベース
- ヤスカ・ラーチカイネン - ドラムス